# 4202 Мінітті
4202 Мінітті (4202 Minitti) — астероїд головного поясу, відкритий 12 лютого 1985 року.
Тіссеранів параметр щодо Юпітера — 3,217.